# Thomas Heinze

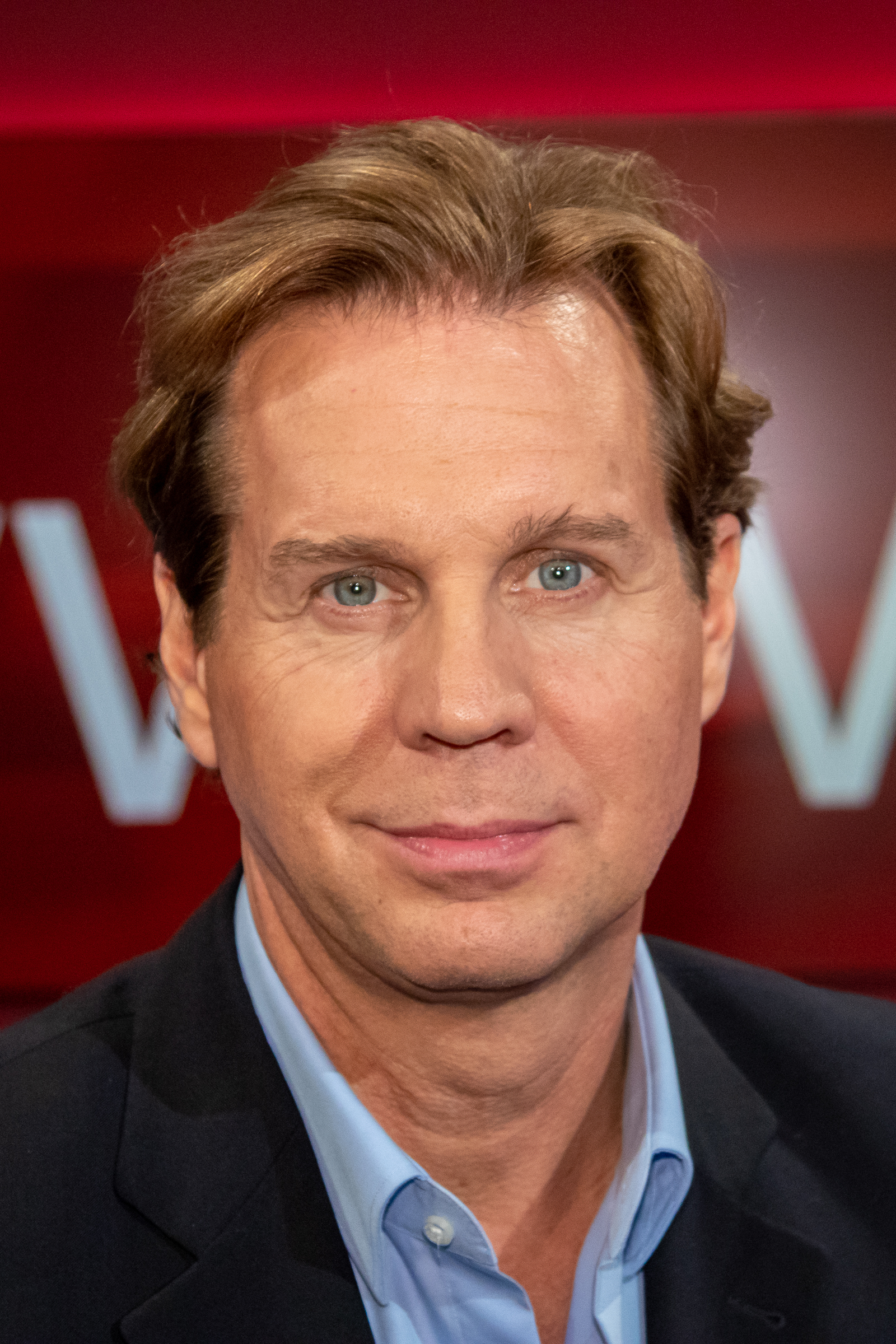
Thomas Heinze (2018)

Thomas Heinze (* 30. März 1964 in West-Berlin) ist ein deutsch-amerikanischer Schauspieler.

## Leben
Der Sohn eines US-amerikanischen Offiziers und einer deutschstämmigen Niederländerin verbrachte seine Kindheit mit seinen drei Brüdern großteils in den USA. Die Mutter zog 1973, nach Trennung vom Ehemann, wieder nach Deutschland.
Von 1983 bis 1986 absolvierte er ein Schauspielstudium an der Otto-Falckenberg-Schule in München. 1991 spielte er eine Nebenrolle in Volker Schlöndorffs Film Homo Faber und im selben Jahr die Hauptrolle in Allein unter Frauen von Sönke Wortmann. In den 1996 erschienenen Filmen Das Superweib und Charley’s Tante spielte er eine Hauptrolle. In der Kinokomödie Frau Rettich, die Czerni und ich (1998, Regie Markus Imboden) spielte er den Bakunin. 1999 spielte er in Der große Bagarozy (Regie: Bernd Eichinger).
2003 war er der Fernsehreporter in der SAT.1-Produktion Das Wunder von Lengede mit Heino Ferch, Heike Makatsch, Jan Josef Liefers und Nadja Uhl. 2004 übernahm er die Rolle des Rather Short in der Komödie Der Wixxer, einer Parodie auf die Edgar-Wallace-Filme der 1950er und 1960er Jahre. Im März 2009 trat Heinze in der ZDF-Musiksendung Willkommen bei Carmen Nebel zum ersten Mal als Sänger auf und coverte zwei Songs von Harald Juhnke. Im März 2022 gab das ZDF bekannt, dass Heinze die Hauptrolle von Jan-Gregor Kremp in der Krimireihe Der Alte übernimmt. Ab Sommer 2022 wurden neue Folgen gedreht.
Er war von 1992 bis 2002 mit seiner Schauspielkollegin Nina Kronjäger liiert und hat mit ihr ein 2003 geborenes Zwillingspaar. Er lebt heute mit der Star-FM-Moderatorin Jackie Brown in Berlin-Mitte. Mit ihr hat er ebenfalls ein Kind. Heinze ist Hobby-Rennfahrer; er startete u. a. als V.I.P.-Pilot 2006, 2007 und 2010 bei Rennveranstaltungen in der Mini Challenge Deutschland.

## Filmografie (Auswahl)

### Kino
- 1989: Der Teufel und seine zwei Töchter
- 1991: Homo Faber
- 1991: Allein unter Frauen
- 1991: Leise Schatten
- 1993: Justiz
- 1993: Mr. Bluesman
- 1994: Frauen sind was Wunderbares
- 1995: Japaner sind die besseren Liebhaber
- 1996: Das Superweib
- 1996: Sexy Sadie
- 1998: Frau Rettich, die Czerni und ich
- 1999: Sara Amerika
- 1999: Der große Bagarozy
- 2000: Die Abzocker – Eine eiskalte Affäre (The Hustle)
- 2002: My Father, Rua Alguem 5555
- 2003: Paradies – Die Leidenschaft des Paul Gauguin (Paradise Found)
- 2004: Autobahnraser
- 2004: Der Wixxer
- 2007: Neues vom Wixxer
- 2008: Time of the Comet
- 2009: Shoot the Duke
- 2009: Zweiohrküken
- 2011: Die Superbullen
- 2013: Quellen des Lebens
- 2016: Vier gegen die Bank
- 2019: Die drei !!!
- 2019: Totengebet
- 2020: Die Hochzeit
- 2021: Sportabzeichen für Anfänger

### Fernsehen
- 1988: Kampf der Tiger (Fernsehserie)
- 1988: Der Teufel und seine zwei Töchter (Fernsehfilm)
- 1988: Wilder Westen inclusive (Fernsehdreiteiler, 2 Folgen)
- 1989: Schwarzenberg (Fernsehzweiteiler)
- 1990: Eine Wahnsinnsehe (Fernsehfilm)
- 1993: Dann eben mit Gewalt (Fernsehfilm)
- 1996: Charley’s Tante (Fernsehfilm)
- 1997: Geisterstunde – Fahrstuhl ins Jenseits (Fernsehfilm)
- 1997: Tatort: Eulenburg (Fernsehreihe)
- 1999: Traumfrau mit Nebenwirkungen (Fernsehfilm)
- 1999: Mörderische Abfahrt – Skitour in den Tod (Fernsehfilm)
- 2000: 20.13 – Mord im Blitzlicht (Fernsehfilm)
- 2000: Laila – Unsterblich verliebt (Fernsehfilm)
- 2001: Die Kreuzritter – The Crusaders (Fernsehzweiteiler)
- 2002: Was ist bloß mit meinen Männern los? (Fernsehfilm)
- 2002: Auch Engel wollen nur das Eine (Fernsehfilm)
- 2002: Therapie und Praxis (Fernsehfilm)
- 2003: Im Visier des Bösen (Entrusted, Fernsehfilm)
- 2003: Das Wunder von Lengede (Fernsehzweiteiler)
- 2004: Typisch Mann! (Fernsehserie)
- 2005: Verführung für Anfänger (Fernsehfilm)
- 2005: Ich bin ein Berliner (Fernsehfilm)
- 2006: Der letzte Zeuge (Fernsehserie, Folge Späte Liebe)
- 2007: Der Fürst und das Mädchen (Fernsehserie, 11 Folgen)
- 2007: Tatort: Das Ende des Schweigens
- seit 2008: Marie Brand (Fernsehreihe) → siehe Folgen
- 2008: Inga Lindström: Hannas Fest (Fernsehreihe)
- 2009: 40+ sucht neue Liebe (Fernsehfilm)
- 2009–2010: Krimi.de (Fernsehserie, 2 Folgen)
- 2010: Im Spessart sind die Geister los (Fernsehfilm)
- 2010: Aghet – Ein Völkermord (Fernsehfilm)
- 2010: Bella Vita (Fernsehfilm)
- 2011: Bollywood lässt Alpen glühen (Fernsehfilm)
- 2012: Tatort: Keine Polizei
- 2012: Der Blender (Fernsehfilm)
- 2012: Bella Australia (Fernsehfilm)
- 2012: Tatort: Borowski und der freie Fall
- 2012: Katie Fforde: Sommer der Wahrheit (Fernsehreihe)
- 2013: Sommer in Rom (Fernsehfilm)
- 2013: Der Minister (Fernsehfilm)
- 2013: Der Kriminalist (Fernsehserie, Folge Vergeltung)
- 2013: Bella Familia – Umtausch ausgeschlossen (Fernsehreihe)
- 2014: Lügen und andere Wahrheiten (Fernsehfilm)
- 2015: Tatort – Wer Wind erntet, sät Sturm!
- 2015: Blochin – Die Lebenden und die Toten (Fernsehserie, 5 Folgen)
- 2016: Der Staatsanwalt (Fernsehserie, Folge Mord nach Mitternacht)
- 2016: Alarm für Cobra 11 – Die Autobahnpolizei (Fernsehserie, Folge Cobra, übernehmen Sie!)
- 2016: Tatort: Ein Fuß kommt selten allein
- 2016: Tatort: Wir – Ihr – Sie
- 2017: SOKO Leipzig (Fernsehserie, Folge Wer Wind sät)
- 2017: Ein starkes Team: Vergiftet (Fernsehreihe)
- 2017: Ein schrecklich reiches Paar (Fernsehfilm)
- 2017: Die Firma dankt (Fernsehfilm)
- 2017: Kommissarin Lucas – Löwenherz (Fernsehreihe)
- 2017: Der gute Bulle (Fernsehreihe)
- 2017, 2019: SOKO Leipzig (Fernsehserie, verschiedene Rollen, 2 Folgen)
- 2018: Chaos-Queens: Ehebrecher und andere Unschuldslämmer (Fernsehreihe)
- 2018: Katie Fforde – Familie auf Bewährung
- 2019: Letzte Spur Berlin (Fernsehserie, Folge Bonuszahlung)
- 2019: Professor T. (Fernsehserie, Folge Lügen)
- 2019: Was wir wussten – Risiko Pille (Fernsehfilm)
- 2019: Blochin – Das letzte Kapitel (Fernsehfilm)
- 2021: Um Himmels Willen  (Fernsehserie)
- 2021: Die Diplomatin (Kriminalfilmserie, Folge Mord in St. Petersburg)
- 2022: Tatort: Vier Jahre – (Fernsehreihe)
- 2022: Die Kanzlei (Fernsehserie, Folge Bruchtest)
- 2022: Rosamunde Pilcher – Liebe und andere Schätze (Fernsehreihe)
- 2022: Der Alte (Fernsehserie, Folge Tod am Kliff)
- 2023: Miss Merkel – Mord im Schloss (Fernsehfilm)
- seit 2023: Der Alte (Fernsehserie)